# Petia Stavreva
Petia Stavreva, née le 29 avril 1977 à Plovdiv (oblast de Plovdiv) et morte le 6 mai 2024 à Pazardjik (oblast de Pazardjik), est une femme politique bulgare.
Membre du parti Citoyens pour le développement européen de la Bulgarie puis de l'Union nationale agraire bulgare, elle est députée européenne de 2007 à 2009. 